# Spielhaus (Schweiz)
Spielhaus war eine Kindersendung von TV DRS, die von 1968 bis 1994 ausgestrahlt wurde. Über 200 Ausgaben der Sendung wurden von Max Bolliger geschrieben.
Das ursprüngliche Konzept von Spielhaus stammt von der britischen Sendung Play School. Dem Sendegefäss mit Inhalten wie Liedern, Geschichten, Zeichnen und Basteln wurden im Laufe der Sendejahre weitere Rubriken hinzugefügt und wieder entnommen. Bekannt wurden vor allem die im Januar 1973 erstmals ausgestrahlten «Franz und René», gespielt von Franz Hohler und René Quellet. Eine lange Spanne hielt sich auch eine Zeichnen-Rubrik von und mit Ted Scapa. Weitere Beiträge stammten unter anderem von Emil Steinberger, Jean-Jacques Oehme, Vreni Speck, Monika Kiss Horváth, Paul Steinmann, Birgit Steinegger und  Matthias Bamert mit seinem mit dem Prix Jeunesse International ausgezeichneten «Kindergartenkonzert». Für eine Weile wurden auch Folgen der deutschen Kindersendung Löwenzahn auf Schweizerdeutsch synchronisiert und ausgestrahlt.
Die erste Sendung lief am 10. Januar 1968, die letzte am 22. März 1994.